# 日本の中古文学史
日本の中古文学史（にほんのちゅうこぶんがくし）は、中古（およそ平安時代）の日本文学の歴史である。

## 概略
漢詩・漢文が上代に引き続き栄え、特に『和漢朗詠集』でも多く採り上げられた白居易（白楽天）の影響は大きかった。『源氏物語』などの仮名の物語文学においても、「桐壺巻」などで白楽天の『長恨歌』との関係が強く認められる。また、政府の教育機関であった大学寮においても漢詩・漢文・歴史を教授した紀伝道の地位が上昇し、紀伝道の教授である文章博士から右大臣となった菅原道真は、政治家としてのみならず、優れた文学者としても知られている。
905年には初の勅撰和歌集である『古今和歌集』が編纂され、和歌が漢詩と対等の位置を占めるようになった。歌合せなどの公的な場での和歌が多く認められるようになる他、屏風歌なども多く詠まれた。それに伴い、著名な歌人の歌を集めた私家集の存在が認められるようになる。成立時期や編者などは各家集ごとに状況が異なるため未詳であるが、紀貫之の歌を集めた『貫之集』、伊勢の『伊勢集』など後世の歌人・作品に影響を与えたと思われる作品も多い。
平安時代を通し、男性貴族が政治で使う文字は漢字であり、文章は漢文であり続けた。しかしその一方で「かな」による表現が盛んに始まった。後宮の女房など女性たちが「かな」を使用したため、その女性たちと交流を持った男性官人も「かな」を使うようになった。前述の和歌の隆盛も、「かな」の流行とは無縁ではなく、多くの女流歌人を生み出している。紀貫之が女性の立場から仮名で書いた『土佐日記』をはじめとして、仮名文の日記風の作品が認められるようになる。清少納言による随想的章段を含む『枕草子』などが著され、随筆的文学が栄えていくことにも繋がった。
現存しない散逸物語も含め、多くの物語作品が作られたのもこの時期の特徴である。『源氏物語』で「物語の出で来はじめの祖なる竹取の翁」と表現される『竹取物語』に始まり、『伊勢物語』・『うつほ物語』・『落窪物語』など現存する物語が多く書かれている。これらは平安初期においては男性の手によると思われるものも多いが、仮名による女性の作品が増えていくのも特徴である。先行する数多の漢文学、仮名文学双方を踏まえた紫式部の『源氏物語』は、中古の文学の代表作とも言うべき長大な作品で、以降の日本の文学史全体に強い影響を与えている。
また様々な説話集も編まれ、集大成とも言ってよい『今昔物語集』などの説話集の存在も、この時代の文化や文学の様子をよく現している。

## 文学の周辺
この時代、文学を含めた芸術や政治の中心は京都であった。平安時代の中期には国風文化が栄えた。歴史書としては『大鏡』が書かれた。また、猿楽が盛んになり、これは後に能楽としての完成に繋がった。

## 中古文学の主な作品一覧
- 797年『続日本紀』藤原継縄・菅野真道ら / 歴史
- 『高橋氏文』
- 807年『古語拾遺』斎部広成 /神道
- 810年『文鏡秘府論』空海 / 評論
- 814年『凌雲集』 / 勅撰漢詩集
- 815年『新撰姓氏録』万多親王ら
- 818年『文華秀麗集』 / 勅撰漢詩集
- 『日本国現報善悪霊異記』景戒 / 説話
- 827年『経国集』 / 勅撰漢詩集
- 835年『性霊集』空海 / 漢詩
- 841年『日本後紀』 / 歴史
- 869年『続日本後紀』 / 歴史
- 879年『都氏文集』都良香 / 文集
- 900年『菅家文草』菅原道真 / 漢詩
- 905年『古今和歌集』醍醐天皇勅令 / 紀貫之・紀友則ら / 勅撰和歌集
- 910年以前『竹取物語』未詳 / 物語
- 930年代『和名類聚抄』源順 / 辞書
- 935年頃『土佐日記』紀貫之 / 日記
- 成立時期不明（諸説ある）『伊勢物語』未詳 / 物語
- 940年（1052年以後とする説もある）『将門記』未詳 / 軍記
- 951年『後撰和歌集』村上天皇勅令 / 清原元輔・源順ら / 勅撰和歌集
- 951年頃『大和物語』未詳 / 物語
- 965年頃『平中物語』未詳 / 物語
- 974年以後『蜻蛉日記』藤原道綱母 / 日記
- 982年頃『池亭記』慶滋保胤 / 随筆
- 984年以前『宇津保物語』未詳 / 物語
- 984年『三宝絵』源為憲 / 説話
- 985年『往生要集』源信 / 仏教
- 985年『日本往生極楽記』慶滋保胤 / 仏教
- 989年頃『落窪物語』未詳 / 物語
- 1000年頃『枕草子』清少納言 / 随筆
- 1004年以後『和泉式部日記』和泉式部 / 日記
- 1005年『拾遺和歌集』花山院勅令 / 勅撰和歌集
- 1008年頃『源氏物語』紫式部 / 物語
- 1010年頃『本朝麗藻』高階積善 / 漢詩文
- 1010年以後『紫式部日記』紫式部 / 日記
- 1018年頃『和漢朗詠集』藤原公任 / 詩歌集
- 1028年以後『栄華物語』赤染衛門 / 歴史物語
- 1057年頃『浜松中納言物語』未詳 / 物語
- 1040年 - 1044年『大日本国法華験記』鎮源 / 説話
- 1059年以後『更級日記』菅原孝標女 / 日記
- 1060年以前『夜の寝覚』未詳 / 物語
- 1063年頃『陸奥話記』未詳 / 軍記
- 1066年以前『本朝文粋』藤原明衡 / 漢詩
- 1073年以前『成尋阿闍梨母集』成尋阿闍梨母 / 歌集
- 1080年頃『狭衣物語』六条斎院宣旨源頼国女 / 物語
- 1086年『後拾遺和歌集』白河天皇勅令 / 藤原通俊 / 勅撰和歌集
- 1086年以降『後拾遺問答』源経信 / 歌論
- 1086年以降『難後拾遺』源経信 / 歌論
- 1094年以降『扶桑略記』皇円 / 歴史
- 1104年頃『江談抄』大江匡房 / 説話
- 1108年以後『讃岐典侍日記』讃岐典侍藤原長子 / 日記
- 1115年頃『俊頼髄脳』源俊頼 / 歌論
- 1119年頃『新撰朗詠集』藤原基俊 / 歌謡
- 1120年頃『大鏡』未詳 / 歴史物語
- 1120年頃『今昔物語集』未詳 / 説話
- 1127年頃『金葉和歌集』源俊頼 / 勅撰和歌集
- 1151年『詞花和歌集』藤原顕輔 / 勅撰和歌集
- 1156年以降『袋草子』藤原清輔 / 歌論
- 1170年『今鏡』藤原為経 / 歴史物語
- 1179年頃『宝物集』平康頼 / 説話
- 1180年以前『とりかへばや物語』未詳 / 物語
- 1184年『梁塵秘抄』後白河天皇 / 歌謡
- 1188年『千載和歌集』後白河法皇勅令 / 藤原俊成 / 勅撰和歌集
- 12世紀後半『唐物語』藤原成範？ / 物語